# George Bennett (cyclisme)
Pour les articles homonymes, voir George Bennett et Bennett.
George Bennett, né le 7 avril 1990 à Nelson (Nouvelle-Zélande), est un coureur cycliste néo-zélandais. Il est membre de l'équipe Israel Premier Tech. Spécialiste des courses par étapes, il a notamment remporté le Tour de Californie 2017.

## Biographie
George Bennett devient coureur professionnel en 2012 au sein de l'équipe RadioShack,,, qui l'engage pour deux ans. Le début de sa première année est gêné par une blessure au genou.

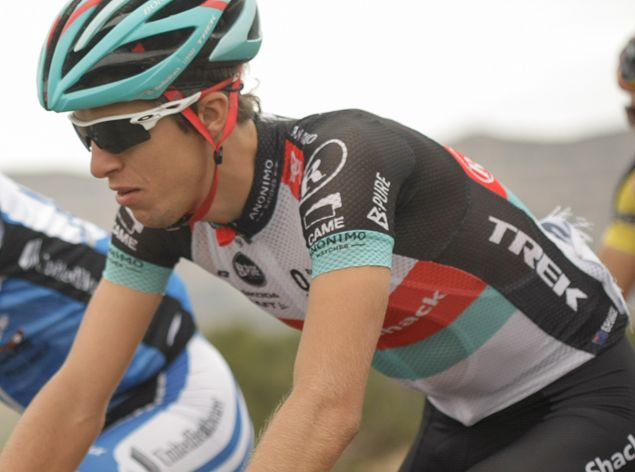
George Bennett au Tour de l'Utah 2013.

En début d'année 2013, Bennett est quinzième du Tour Down Under. Au printemps, il dispute le Tour d'Italie, son premier grand tour terminé à la 122e place. Durant l'été, il est dix-huitième du Tour d'Autriche, onzième du Tour de l'Utah, huitième du Tour du Colorado. En octobre, il est vingtième du Tour de Pékin.
En fin d'année 2013, George Bennett est recruté pour un an par l'équipe Cannondale. Durant cette saison, il est notamment neuvième du Tour de l'Utah. Au Tour d'Espagne, il réalise un bon début de course. Une chute lors de la huitième étape l'amène à renoncer à disputer le classement général. Il termine cette Vuelta à la 89e place. Il représente la Nouvelle-Zélande lors du championnat du monde sur route, dont il prend la 95e place.
À l'issue de la saison 2014, l'équipe Cannondale disparaît. Bennett rejoint l'équipe néerlandaise Lotto NL-Jumbo. Il commence l'année 2015 au championnat de Nouvelle-Zélande sur route, dont il prend la cinquième place. Il fait ses débuts avec sa nouvelle équipe au Tour Down Under, qu'il termine à la dixième place. Initialement prévu pour disputer le Tour d'Italie, il est finalement non-partant lors de la première étape, en raison d'un taux de cortisol trop bas.
En mai 2016, George Bennett prend la troisième place de l'étape-reine du Tour de Californie, qui l'amène à la même place au classement général. Une contre-performance en contre-la-montre le fait reculer à la neuvième place. Il termine septième du classement général. Après avoir pris la quatorzième place du Critérium du Dauphiné, il est sélectionné pour son premier Tour de France. Il y remplace Robert Gesink, blessé, et doit épauler le leader de l'équipe, Wilco Kelderman. À la suite de la chute de ce dernier lors de la septième étape, George Bennett a pour consigne de participer à des échappées. C'est ainsi le cas lors de la neuvième étape, dont il prend à la septième place, à Arcalis. Il chute trois jours plus tard. Malgré les maux de tête lors des jours suivants, il poursuit la course et figure à nouveau dans une échappée lors de la quinzième étape. Finissant 53e de ce Tour, le contrat qui le lie à Lotto NL-Jumbo est prolongé de deux ans. Une semaine plus tard, il prend la quinzième place de la Classique de Saint-Sébastien. Début août, il représente la Nouvelle-Zélande aux Jeux olympiques de Rio, et termine 33e de la course en ligne, où 79 coureurs ont abandonné. Il décrit la course comme la plus difficile de sa carrière. Il est ensuite aligné au Tour d'Espagne en tant qu'équipier de Steven Kruijswijk, il se concentre sur le classement général après la chute de ce dernier, lors de la cinquième étape. Il se classe quatrième de la quatorzième étape, remportée au col d'Aubisque par son coéquipier Gesink, et se hisse alors à la douzième place du classement général. Il termine dixième de cette Vuelta, et est le premier Néo-Zélandais à atteindre ce classement. Durant la fin d'année, il souffre d'une mononucléose infectieuse et doit se reposer durant l'intersaison.
En 2017, il devient le premier Néo-Zélandais à remporter le classement général d'une épreuve du calendrier UCI World Tour, après sa victoire sur le Tour de Californie. En juillet, il participe à son deuxième Tour de France, mais abandonne au milieu de la 16e étape 16 en raison d'une gastro-entérite.
L'année suivante, il accumule les tops 10 sur les courses World Tour : quatrième du Tour de Pologne, sixième du Tour de Catalogne, neuvième de Tirreno-Adriatico et dixième du Tour de Lombardie. En mai, il se classe huitième du Tour d'Italie (meilleure performance de l'histoire pour un coureur néo-Zélandais) et déclare que Froome « a fait une Landis ! », après la 19e étape où Christopher Froome a attaqué à 80 kilomètres de l'arrivée pour s'envoler vers la victoire. Sa saison 2019 est marquée par sa sixième place sur Paris-Nice et sa quatrième position au Tour de Californie. Il court ensuite le Tour de France et le Tour d'Espagne en tant qu'équipier pour Steven Kruijswijk (3e du Tour) et Primož Roglič (vainqueur de la Vuelta).
Lors de la saison 2020, il termine huitième du Tour Down Under, puis est deuxième des deux épreuves du championnat de Nouvelle-Zélande. En août, il est cinquième du Tour de Burgos et du Tour de l'Ain, puis s'illustre sur les classiques italiennes en remportant le Tour du Piémont et en terminant deuxième du Tour de Lombardie derrière Jakob Fuglsang. Il occupe ensuite un rôle d'équipier de luxe pour Primož Roglič. Sur le Tour de France, son leader termine deuxième après avoir longtemps été maillot jaune et lors du Tour d'Espagne, il s'impose pour la deuxième année consécutive. 
En février 2021, il devient pour la première fois champion de Nouvelle-Zélande sur route.
En août 2021, le départ de Bennett pour la formation UAE Emirates est annoncé. Il s'engage avec cette équipe pour les années 2022 et 2023.
Sélectionné pour le Tour de France 2022, Bennett est testé positif au SARS-CoV-2 avant le départ de la dixième étape et est contraint à l'abandon.
Après deux ans passés au sein de la formation émiratie, la formation Israël Premier Tech annonce son recrutement pour deux ans. Il y rejoint notamment son ami Sam Bewley qui y officiait depuis un an en tant que directeur sportif. La formation israélienne précise que le recrutement de Bennett permettra un soutien pour ses leader en montagne notamment sur les Grands Tours, mais permettra également au coureur néo-zélandais de courir en tant que leader. 

## Palmarès et classements mondiaux

### Palmarès amateur
| - 2008 - 2e de la Rice Mountain Classic - 2009 - 2e du Tour de Vineyards - 2010 - 3e étape du Tour de Vineyards - 6e étape du Tour de Tasmanie - 7e étape des Benchmark Homes Series - 2e du Tour de Vineyards - 2e du Tour de Tasmanie | - 2011 - Classement général du Tour de Wellington - 2e de la Ronde de l'Isard - 3e du Tour de Vineyards - 3e de l'UCI Oceania Tour |  |

### Palmarès professionnel
| - 2013 - 2e du championnat de Nouvelle-Zélande sur route - 2015 - 10e du Tour Down Under - 2016 - 10e du Tour d'Espagne - 2017 - Classement général du Tour de Californie - 7e du Tour d'Abou Dabi - 9e du Tour de Catalogne - 2018 - 4e du Tour de Pologne - 6e du Tour de Catalogne - 8e du Tour d'Italie - 9e de Tirreno-Adriatico - 10e du Tour de Lombardie - 2019 - 2e étape du Tour de France (contre-la-montre par équipes) - 4e du Tour de Californie - 6e de Paris-Nice | - 2020 - Tour du Piémont - 2e du Tour de Lombardie - 2e du championnat de Nouvelle-Zélande sur route - 2e du championnat de Nouvelle-Zélande du contre-la-montre - 8e du Tour Down Under - 2021 - Champion de Nouvelle-Zélande sur route - 2e du championnat de Nouvelle-Zélande du contre-la-montre - 2022 - 2e du Tour de Castille-et-León - 2023 - 2e du championnat de Nouvelle-Zélande du contre-la-montre - 9e de la Cadel Evans Great Ocean Road Race - 2024 - 3e du Tour des Abruzzes - 3e du Sibiu Cycling Tour - 2025 - 3e du championnat de Nouvelle-Zélande du contre-la-montre |  |

### Résultats sur les grands tours

#### Tour de France
5 participations
- 2016 : 53e
- 2017 : abandon (16e étape)
- 2019 : 24e, vainqueur de la 2e étape (contre la montre par équipes)
- 2020 : 34e
- 2022 : non-partant (10e étape)

#### Tour d'Italie
3 participations
- 2013 : 122e
- 2018 : 8e
- 2021 : 11e

#### Tour d'Espagne
8 participations
- 2014 : 89e
- 2015 : 37e
- 2016 : 10e
- 2017 : non-partant (12e étape)
- 2018 : 35e
- 2019 : 33e
- 2020 : 12e
- 2024 : 34e

### Classements mondiaux
| Année                                 | 2010 | 2011 | 2012 | 2013 | 2014 | 2015 | 2016 | 2017 | 2018 | 2019 | 2020 | 2021 | 2022 | 2023 | 2024 |
| ------------------------------------- | ---- | ---- | ---- | ---- | ---- | ---- | ---- | ---- | ---- | ---- | ---- | ---- | ---- | ---- | ---- |
| UCI World Tour                        |      |      | nc   | nc   | nc   | 157e | 96e  | 73e  | 43e  |      |      |      |      |      |      |
| Classement mondial                    |      |      |      |      |      |      | 191e | 116e | 50e  | 136e | 26e  | 167e | 204e | 289e | 207e |
| UCI Europe Tour                       | 887e | 427e |      |      |      |      | nc   | nc   | 398e |      |      |      |      |      |      |
| UCI Asia Tour                         | nc   | nc   |      |      |      |      | 458e | nc   | nc   |      |      |      |      |      |      |
| UCI America Tour                      | nc   | nc   |      |      |      |      | 65e  | nc   | nc   |      |      |      |      |      |      |
| UCI Oceania Tour                      | nc   | 3e   |      |      |      |      | nc   | nc   | 28e  | 9e   | 3e   | 9e   | 13e  | 20e  | nc   |
|                                       |      |      |      |      |      |      |      |      |      |      |      |      |      |      |      |
| Légende : nc = non classéSource : UCI |      |      |      |      |      |      |      |      |      |      |      |      |      |      |      |